# Hannah Ludwig
Hannah Ludwig (* 15. Februar 2000 in Heidelberg) ist eine deutsche Radrennfahrerin.

## Sportliche Laufbahn
Im Jahr 2017 wurde Ludwig im Einzelzeitfahren der Juniorinnen deutsche Vizemeisterin und Vierte der Weltmeisterschaften. Bei der Internationalen Thüringen-Rundfahrt der Frauen 2018 wurde sie in das BDR-Aufgebot berufen und erreichte den 16. Rang in der Gesamtwertung. Im selben Jahr wurde sie Deutsche Juniorenmeisterin im Straßenrennen und Zeitfahren, sowie am Berg, und sie entschied die Gesamtwertung der Rad-Bundesliga bei den Juniorinnen für sich.
Hierauf schloss sich Ludwig 2019 dem UCI Women’s Team Canyon SRAM Racing an. Sie wurde 2019 und 2020 wurde  U23-Europameisterin im Einzelzeitfahren. Im Oktober 2020 reiste sie nach Frankreich, um bei der Tour de Bretagne Féminin zu starten. Nach ihrer Ankunft erfuhr sie, dass das Rennen wegen der COVID-19-Pandemie in Frankreich abgesagt wurde. Daraufhin fuhr sie innerhalb von fünf Tagen (solange hätte die Rundfahrt gedauert) mit dem Fahrrad über 1000 Kilometer zurück in ihre Heimatstadt Traben-Trarbach. Im Juni 2021 wurde sie für die Olympischen Spiele in Tokio nominiert, wo sie im Straßenrennen den 41. Platz belegte.
In den Jahren 2021 und 2022 fuhr Ludwig für das Uno-X Pro Cycling Team, für das sie 2022 die erste Tour de France Femmes bestritt, Nach zwei Jahren wechselte sie 2024 zum Cofidis Women Team und gewann mit dem Navarra Women’s Elite Classic ihr erstes internationales Eliterennen.

## Erfolge
2018
- Deutsche Meisterin – Straße, Einzelzeitfahren, Berg (Juniorinnen)
- Europäische Meisterschaft – Einzelzeitfahren (Juniorinnen)
- Europäische Meisterschaft – Straßenrennen (Juniorinnen)
- Gesamtwertung Rad-Bundesliga (Juniorinnen)

2019
- U23-Europameisterin – Einzelzeitfahren
- Nachwuchswertung BeNe Ladies Tour

2020
- U23-Europameisterin – Einzelzeitfahren

2024
- Navarra Women’s Elite Classic